# 三重県立美術館

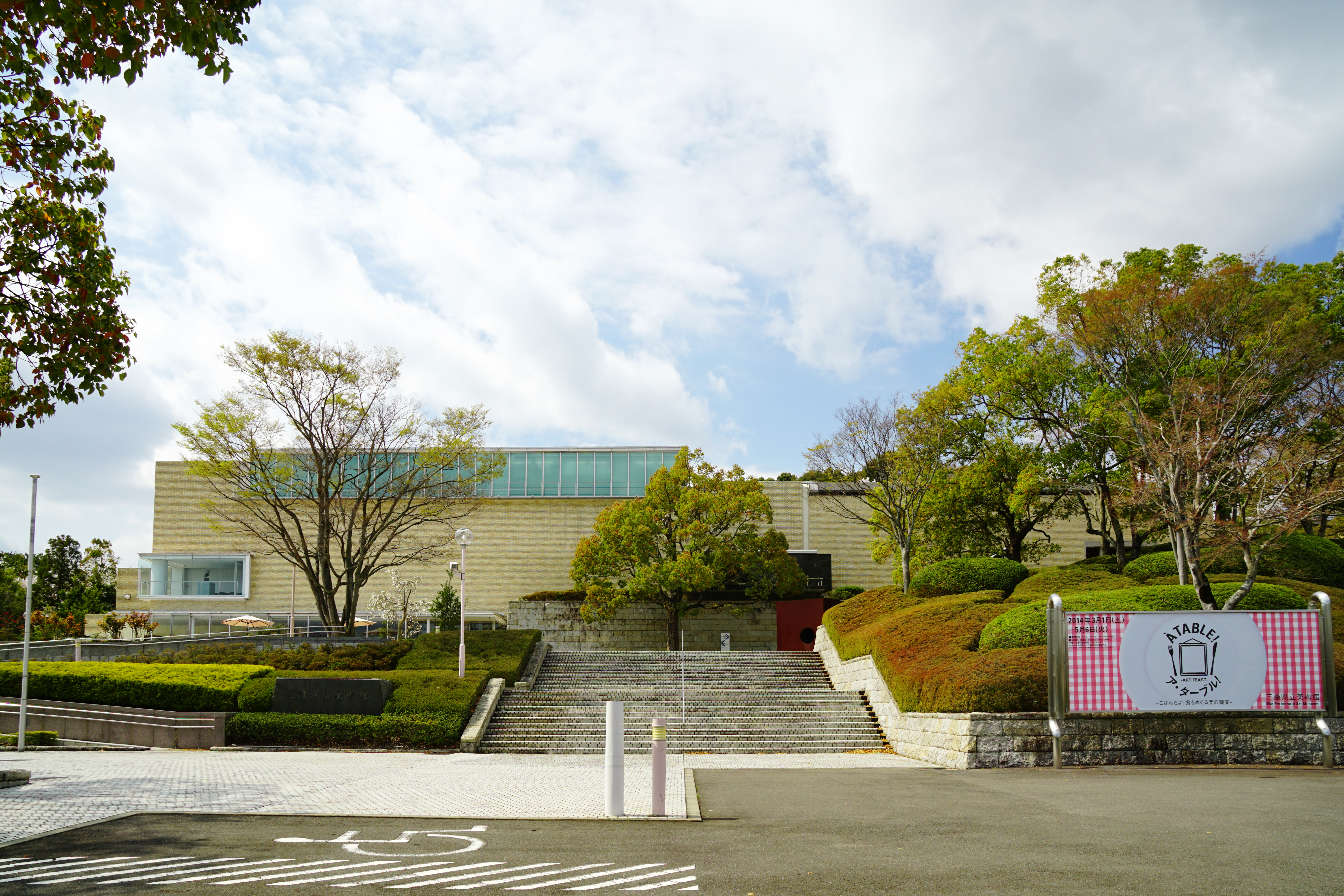
正面

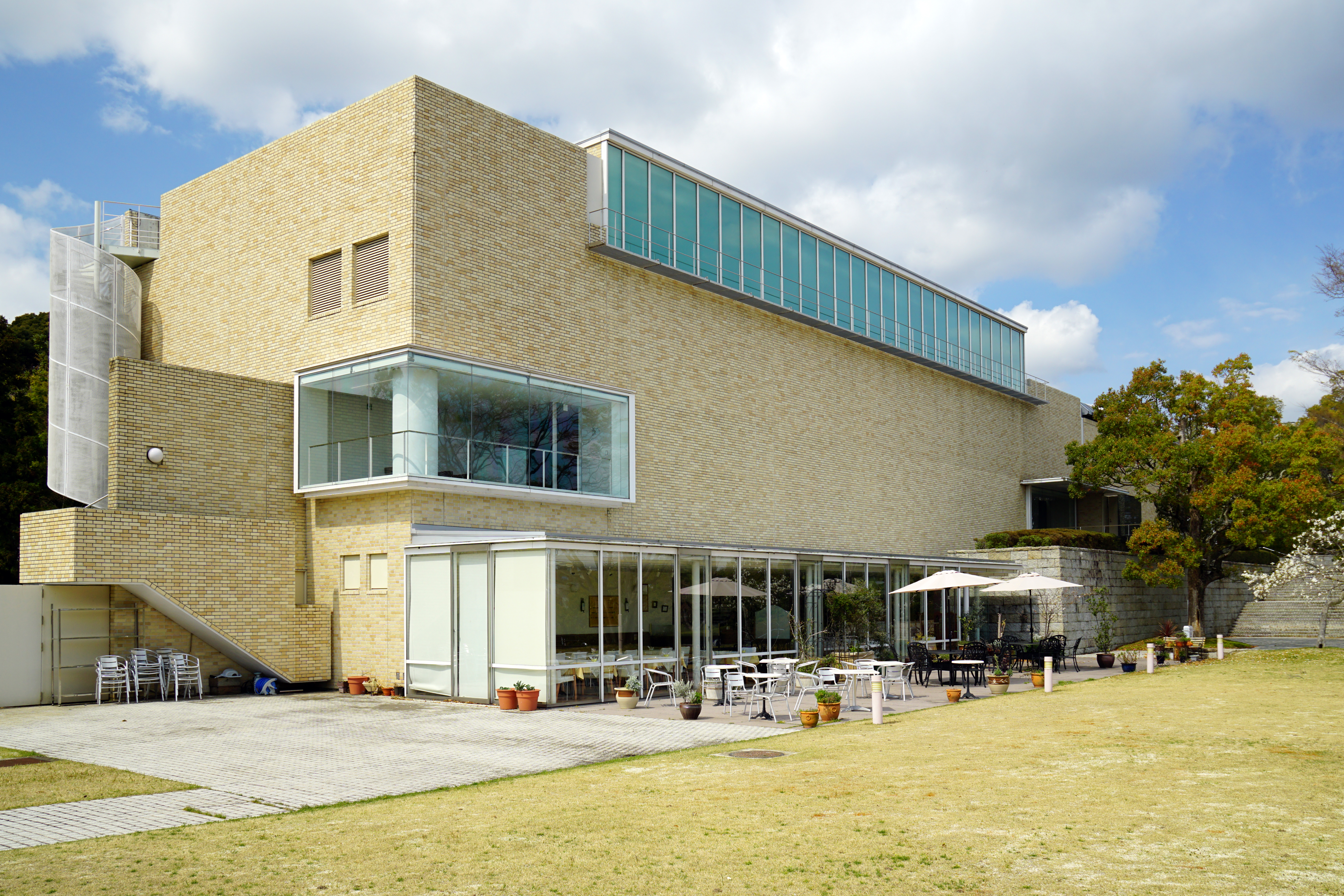
レストラン側

三重県立美術館（みえけんりつびじゅつかん、英語: Mie Prefectural Art Museum）は三重県津市にある美術館である。

## 概要
1982年（昭和57年）に中部・東海地区初の本格的な美術館として開館した。2003年（平成13年）にはリニューアルオープンし、柳原義達記念館が開館した。曽我蕭白ら三重県ゆかりの作家たちの作品、スペインを中心とする西洋美術など6000点以上の作品を収蔵している。明治期から現代に至る日本の近代洋画のコレクションが充実している。

## 歴史
1982年（昭和57年）に開館。初代館長は、美術史家で後に横浜美術館の館長を務めた陰里鐵郎。開館当初は半年間で想定より多い約23万人が来館したが、以降の入館者数は年間10万人～20万人で安定している。
建物は富家建築事務所（代表・富家宏泰）の設計、大成建設の施工による。開館当初の1982年（昭和57年）中部建築賞受賞。1998年（平成10年）に公共建築百選に選定された。

## 沿革
県立の美術館設置構想は1972年（昭和47年）に「県立美術博物館」の名で文化審議会が答申を出して始まった。その後、基金の創設・美術館建設準備室の設置等を行い、1982年（昭和57年）4月に三重県立美術館が発足した。実際に開館したのは同年の9月25日である。三重県立美術館を起点として近隣に三重県総合文化センターが1995年（平成7年）、三重県総合博物館が2014年（平成26年）にオープンしている。
2003年（平成15年）リニューアル開館。既存館東側に柳原義達記念館が完成、日本の具象彫刻界を代表する柳原義達（1910 - 2004）の彫刻、デッサン、資料類の常設展示を行うほか、三重県ゆかりの作家、若手作家の作品等の特集展示を行っている。また記念館1階部分にレストラン（ミュゼ・ボンヴィヴァン）がオープンした。
2005年（平成17年）には和田義彦の作品展を開催したが、後に和田の作品がイタリア人画家・アルベルト・スギの盗作であるという疑惑が浮上し、館長名義で「お詫び」を出した。なお、和田義彦展は三重県立美術館で開催後、渋谷区立松濤美術館と茨城県つくば美術館でも開かれ、この3館の編集により図録の制作も成されていた。
2012年（平成24年）には開館30周年記念として「蕭白ショック！！　曾我蕭白と京の画家たち」を開催。6カ年に及ぶ修復を終えた、斎宮の旧家永島家伝来の襖絵44面を公開、そのほか代表作、展覧会初出品作、併せて同時期に京で活躍した丸山応挙、伊藤若冲などの作品も展観し、話題となった。
2020年（令和2年）新型コロナウイルス禍により、4月開催の「没後40年　宇田荻邨展」7月開催の「いわさきちひろ展―中谷泰を師として」の2 つの企画展が中止となった。

## 主な収蔵品

### 日本画
- 曾我蕭白 「旧永島家襖絵」全44面（重要文化財）　18世紀中期
- 竹内栖鳳 「虎・獅子図」1901
- 菱田春草 「薊に鳩図」1901
- 小林古径 「麦秋」1915
- 中村岳陵 「都会女性職譜」1933
- 宇田荻邨 「祇園の雨」1953
- 横山操 「瀟湘八景」1963

### 日本洋画
- 岩橋教章 「鴨の静物」（水彩）1875
- 長原孝太郎 「牛肉屋の二階」（水彩）1892
- 村山槐多 「自画像」1916
- 萬鉄五郎 「木の間よりの風景」1918
- 岸田劉生 「麦二三寸」1920
- 小出楢重 「パリ・ソンムラールの宿」1922
- 中村彝 「髑髏のある静物」1923
- 藤田嗣治 「猫のいる自画像」1927
- 佐伯祐三 「サンタンヌ教会」1928
- 藤島武二 「大王岬に打ち寄せる怒涛」1932
- 梅原龍三郎 「山荘夏日」1933
- 松本竣介 「駅の裏」1942
- 元永定正 「赤と黄色と」1966
- 諏訪直樹 「波濤図 No.1」1980

### 西洋絵画・版画
- バルトロメ・エステバン・ムリーリョ 「アレクサンドリアの聖カタリナ」1645-50頃
- フランシスコ・デ・ゴヤ 「アルベルト・フォラステールの肖像」1804頃
- ウィリアム・ブレイク 「ヨブ記」（版画）1825
- クロード・モネ 「橋から見たアルジャントゥイユの泊地」 1874
- ピエール＝オーギュスト・ルノワール 「青い服を着た若い女」1876頃
- パブロ・ピカソ 「ロマの女」1900
- サルバドール・ダリ 「パッラーディオのタリア柱廊」1937
- マルク・シャガール 「枝」1956-62
- ベン・ニコルソン 「パロスの木」1968

### 彫刻
- 橋本平八 「猫」1922
- オシップ・ザッキン 「ヴィーナスの誕生」1930
- 柳原義達 「坐る」1960

### ギャラリー

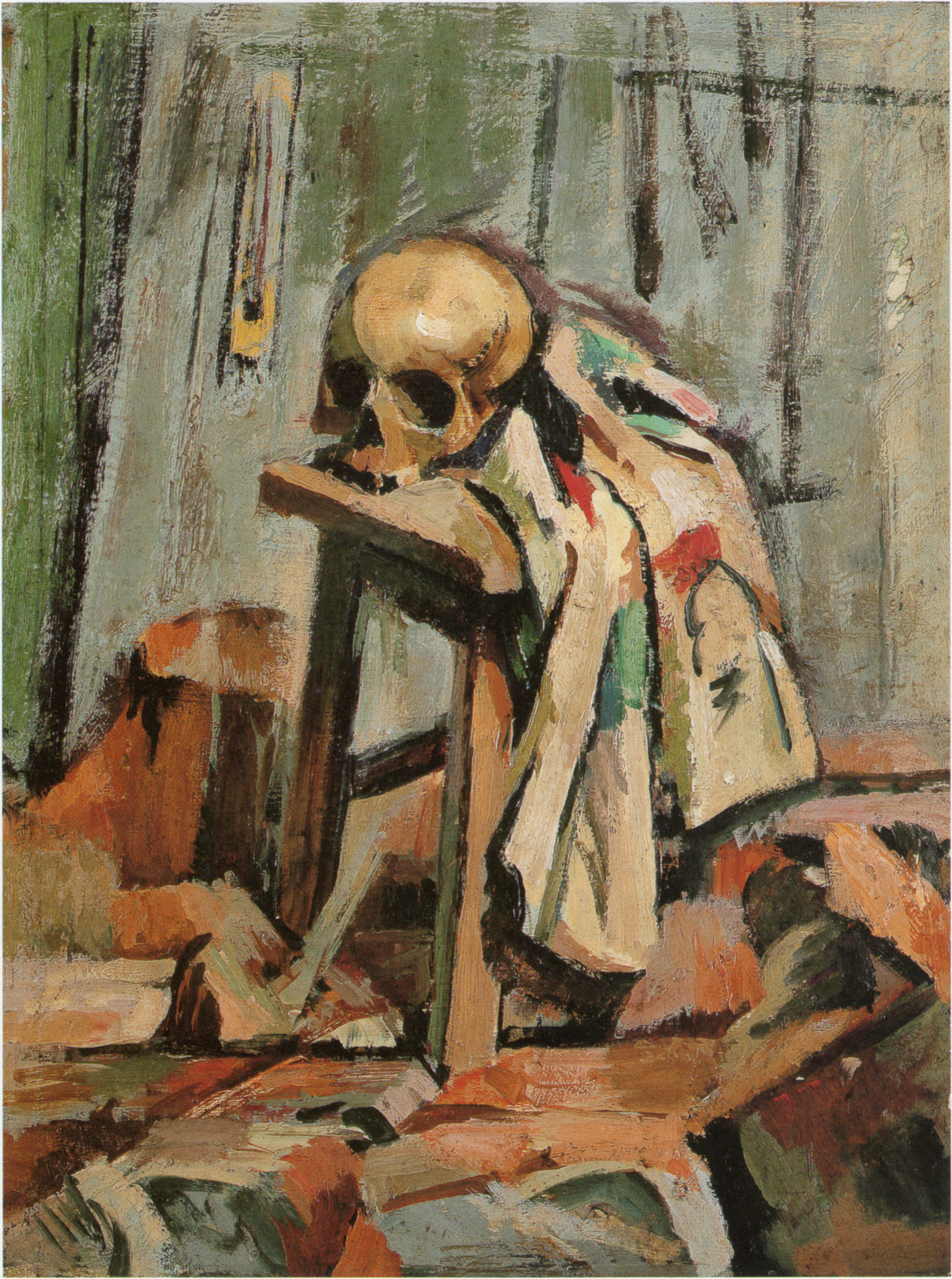
中村彝「髑髏のある静物」
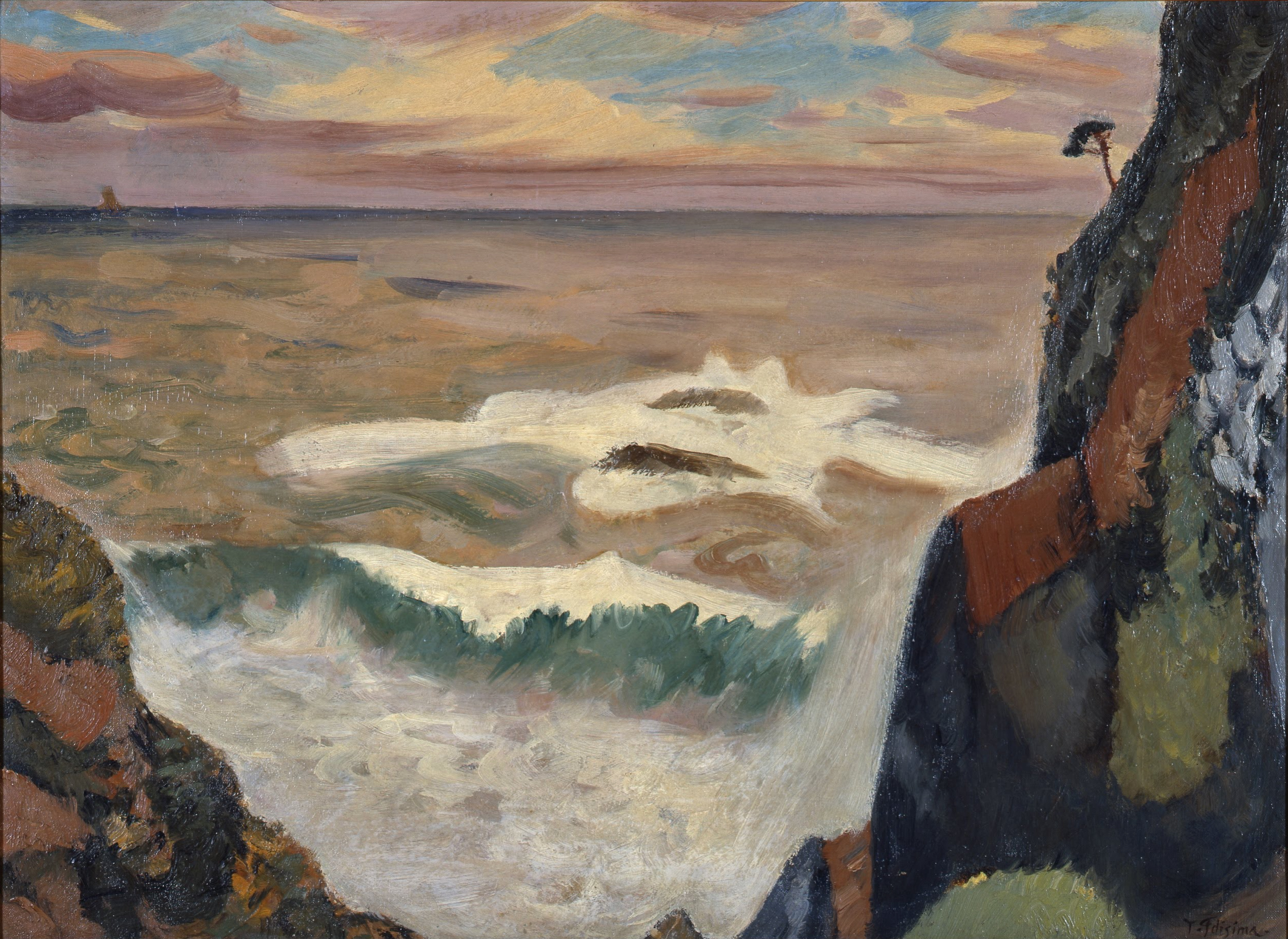
藤島武二「大王岬に打ち寄せる怒濤 」
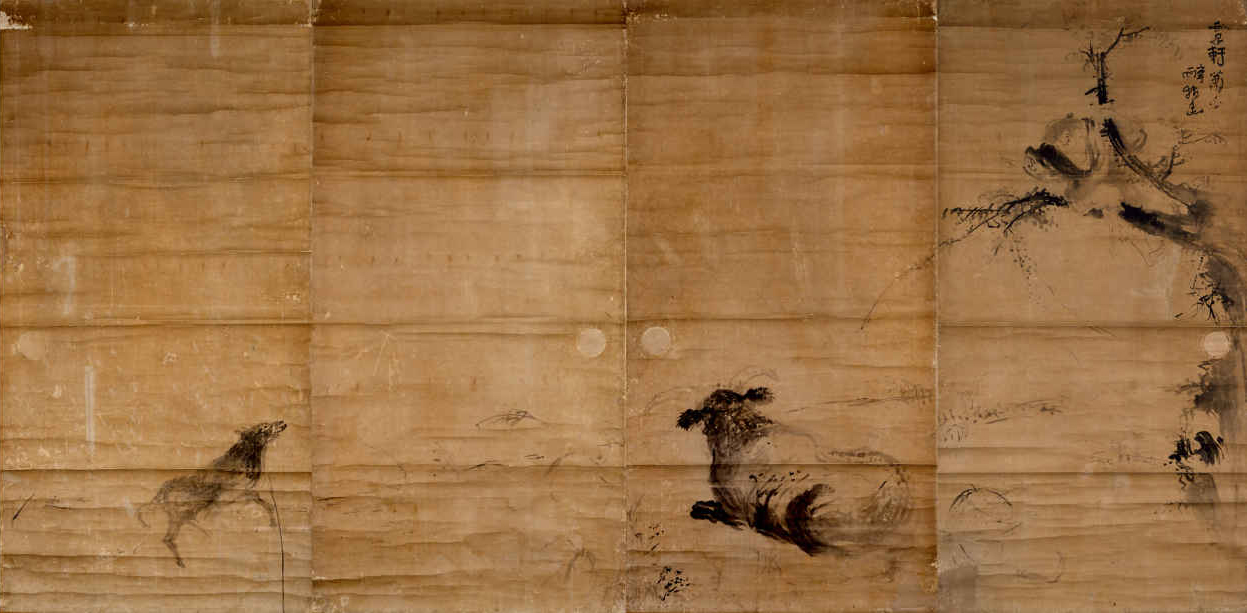
曽我蕭白「旧永島家襖絵  紙本墨画牧牛図」
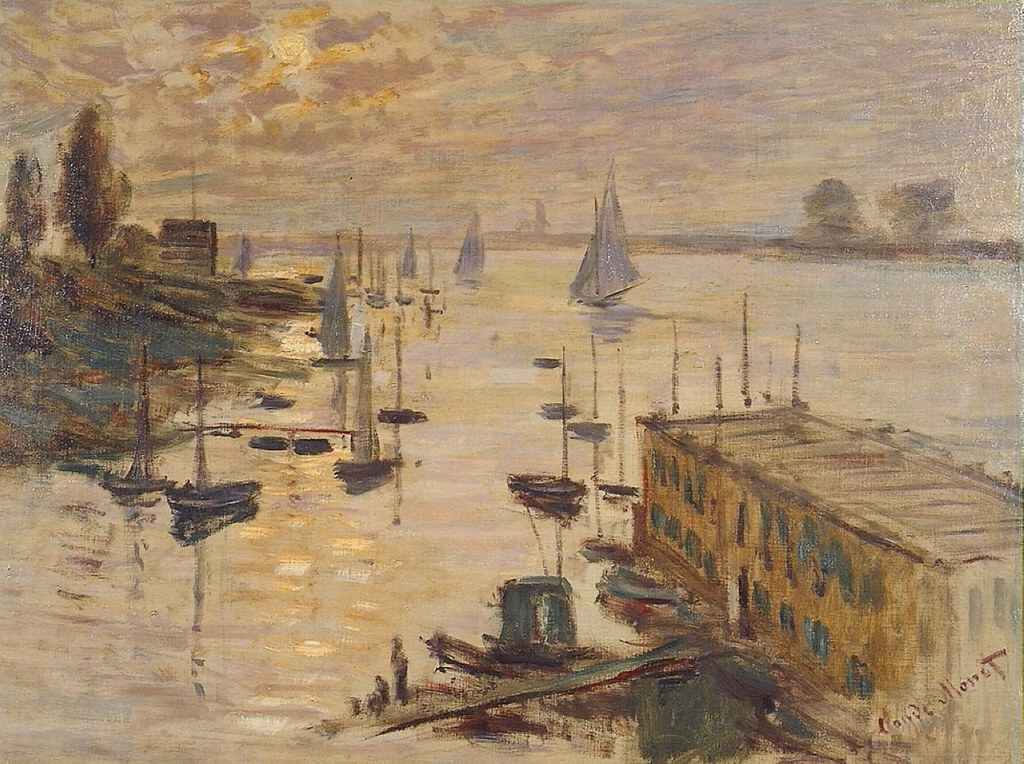
クロード・モネ 「橋から見たアルジャントゥイユの泊地」
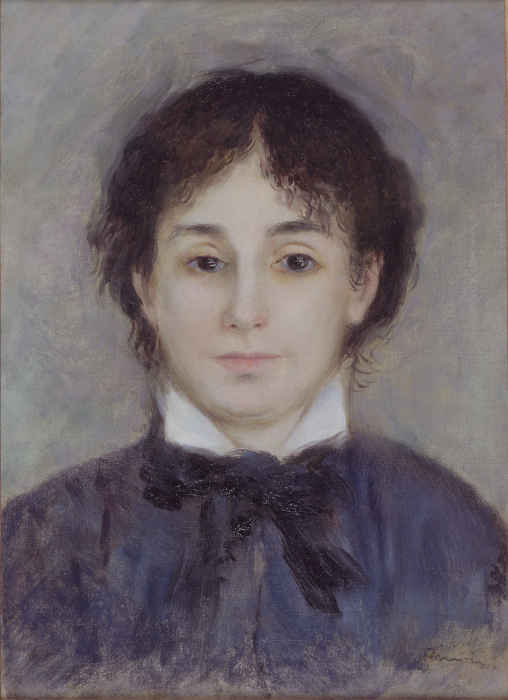
ピエール＝オーギュスト・ルノワール 「青い服を着た若い女」

## 交通
- JR紀勢本線・近鉄名古屋線・伊勢鉄道伊勢線 津駅西口（近鉄側）より
  - 徒歩で約10分（約1.1km）。
  - 三重交通バス：89系統循環津駅西口または総合文化センター行き乗車、「美術館前」停留所下車、徒歩ですぐ。